# 500 kilomètres de Suzuka 1987
Navigation
Édition précédente Édition suivante
Les 500 kilomètres de Suzuka 1987, disputées le 12 avril 1987 sur le Circuit de Suzuka, ont été la première manche du  Championnat du Japon de sport-prototypes 1987.

## La course

### Classement de la course
Voici le classement officiel au terme de la course,.
- Les premiers de chaque catégorie du championnat du monde sont signalés par un fond jaune.
- Pour la colonne Pneus, il faut passer le curseur au-dessus du modèle pour connaître le manufacturier de pneumatiques.
- Les voitures ne réussissant pas à parcourir 75% de la distance du gagnant sont non classées (NC).

| Pos  | Classe | no  | Écurie                   | Pilotes                                | Châssis                             | Pneus | Tours | Temps                 |
| Pos  | Classe | no  | Écurie                   | Pilotes                                | Moteur                              | Pneus | Tours | Temps                 |
| ---- | ------ | --- | ------------------------ | -------------------------------------- | ----------------------------------- | ----- | ----- | --------------------- |
| 1    | C      | 27  | FromA Racing             | Hideki Okada Mike Thackwell            | Porsche 962C                        | B     | 85    | 2 h 57 min 25 s 959   |
| 1    | C      | 27  | FromA Racing             | Hideki Okada Mike Thackwell            | Porsche Type-935 2,8 l Flat-6 Turbo | B     | 85    | 2 h 57 min 25 s 959   |
| 2    | C      | 1   | Advan Alpha Nova         | Kunimitsu Takahashi Kenny Acheson      | Porsche 962C                        | Y     | 85    | + 2 s 775             |
| 2    | C      | 1   | Advan Alpha Nova         | Kunimitsu Takahashi Kenny Acheson      | Porsche Type-935 2,8 l Flat-6 Turbo | Y     | 85    | + 2 s 775             |
| 3    | C      | 36  | Toyota Team TOM’s        | Geoff Lees Alan Jones                  | Toyota 87C                          | B     | 85    | + 1 min 3 s 267       |
| 3    | C      | 36  | Toyota Team TOM’s        | Geoff Lees Alan Jones                  | Toyota 3S-GTM 2,1 l I4 Turbo        | B     | 85    | + 1 min 3 s 267       |
| 4    | C      | 16  | Leyton House Racing Team | Kris Nissen Volker Weidler             | Porsche 962CK6                      | B     | 84    | + 1 tour              |
| 4    | C      | 16  | Leyton House Racing Team | Kris Nissen Volker Weidler             | Porsche Type-935 2,8 l Flat-6 Turbo | B     | 84    | + 1 tour              |
| 5    | C      | 202 | Mazdaspeed               | Takashi Yorino David Kennedy           | Mazda 757                           | D     | 84    | + 1 tour              |
| 5    | C      | 202 | Mazdaspeed               | Takashi Yorino David Kennedy           | Mazda 13G 2,0 l 3-Rotor             | D     | 84    | + 1 tour              |
| 6    | C      | 201 | Mazdaspeed               | Yoshimi Katayama Yojiro Terada         | Mazda 757                           | D     | 84    | + 1 tour              |
| 6    | C      | 201 | Mazdaspeed               | Yoshimi Katayama Yojiro Terada         | Mazda 13G 2,0 l 3-Rotor             | D     | 84    | + 1 tour              |
| 7    | C      | 2   | Alpha Cubic Racing Team  | Chiyomi Totani Naoki Nagasaka          | Porsche 962C                        | B     | 82    | + 3 tours             |
| 7    | C      | 2   | Alpha Cubic Racing Team  | Chiyomi Totani Naoki Nagasaka          | Porsche Type-935 2,8 l Flat-6 Turbo | B     | 82    | + 3 tours             |
| 8    | C      | 32  | Hasemi Motorsport        | Aguri Suzuki Masahiro Hasemi           | Nissan R86V                         | D     | 80    | + 5 tours             |
| 8    | C      | 32  | Hasemi Motorsport        | Aguri Suzuki Masahiro Hasemi           | Nissan VG30ET 3,0 l V6 Turbo        | D     | 80    | + 5 tours             |
| 9    | B      | 70  | Batsu Racing Team        | Seiichi Sodeyama Syuuji Fujii          | MCS Guppy                           | D     | 75    | + 10 tours            |
| 9    | B      | 70  | Batsu Racing Team        | Seiichi Sodeyama Syuuji Fujii          | Mazda 13B 1,3 l 2-Rotor             | D     | 75    | + 10 tours            |
| 10   | C      | 100 | Trust Racing Team        | Vern Schuppan Keiichi Suzuki           | Porsche 962C                        | D     | 75    | + 10 tours            |
| 10   | C      | 100 | Trust Racing Team        | Vern Schuppan Keiichi Suzuki           | Porsche Type-935 2,8 l Flat-6 Turbo | D     | 75    | + 10 tours            |
| 11   | A      | 67  |                          | Yoshifumi Yamazaki Masaki Oohashi      | West 87S                            | D     | 74    | + 11 tours            |
| 11   | A      | 67  | Mazda                    | Yoshifumi Yamazaki Masaki Oohashi      |                                     | D     | 74    | + 11 tours            |
| 12   | A      | 29  |                          | Norihiro Yamazaki Kenji Mizuno         | Oscar SK85                          | D     | 74    | + 11 tours            |
| 12   | A      | 29  | Mazda                    | Norihiro Yamazaki Kenji Mizuno         |                                     | D     | 74    | + 11 tours            |
| 13   | A      | 48  |                          | Keiichi Mizutani Motozou Fujikawa      | Oscar SK85                          | Y     | 73    | + 12 tours            |
| 13   | A      | 48  | Mazda                    | Keiichi Mizutani Motozou Fujikawa      |                                     | Y     | 73    | + 12 tours            |
| 14   | A      | 30  |                          | Isao Nakahira Kenji Kuroki             | West 87S                            | B     | 73    | + 12 tours            |
| 14   | A      | 30  | Mazda                    | Isao Nakahira Kenji Kuroki             |                                     | B     | 73    | + 12 tours            |
| 15   | A      | 6   |                          | Hideki Uemura Yoshiyuki Ogura          | West 85S                            | B     | 71    | + 14 tours            |
| 15   | A      | 6   | Mazda                    | Hideki Uemura Yoshiyuki Ogura          |                                     | B     | 71    | + 14 tours            |
| 16   | C      | 38  | Dome Motorsport          | Eje Elgh Ross Cheever                  | Dome 87C                            | D     | 71    | + 14 tours            |
| 16   | C      | 38  | Dome Motorsport          | Eje Elgh Ross Cheever                  | Toyota 3S-GTM 2,1 l I4 Turbo        | D     | 71    | + 14 tours            |
| 17   | A      | 31  | Horil Racing             | Nobuyoshi Horil Hajime Kajiwara        | West 83S II                         | B     | 71    | + 14 tours            |
| 17   | A      | 31  | Horil Racing             | Nobuyoshi Horil Hajime Kajiwara        | Mazda                               | B     | 71    | + 14 tours            |
| 18   | A      | 47  | Rev Racing               | Seiji Imoto Tadao Yamauchi             | Oscar SK85                          | D     | 70    | + 15 tours            |
| 18   | A      | 47  | Rev Racing               | Seiji Imoto Tadao Yamauchi             | Mazda                               | D     | 70    | + 15 tours            |
| 19   | A      | 35  |                          | Mitsutuka Hayakawa Masatoshi Yamaguchi | West 83S II                         | B     | 70    | + 15 tours            |
| 19   | A      | 35  | Mazda                    | Mitsutuka Hayakawa Masatoshi Yamaguchi |                                     | B     | 70    | + 15 tours            |
| 20   | C      | 7   | Best House Racing Team   | Osamu Nakako Maurizio Sandro Sala      | LM 07                               | Y     | 63    | + 22 tours            |
| 20   | C      | 7   | Best House Racing Team   | Osamu Nakako Maurizio Sandro Sala      | Toyota 3S-GTM 2,1 l I4 Turbo        | Y     | 63    | + 22 tours            |
| Abd. | C      | 50  | SARD                     | Syuuroku Saski Taku Akaike             | SARD MC87S                          | D     | 52    | Arbre de transmission |
| Abd. | C      | 50  | SARD                     | Syuuroku Saski Taku Akaike             | Toyota 3S-GTM 2,1 l I4 Turbo        | D     | 52    | Arbre de transmission |
| Abd. | C      | 8   | Person’s Racing Team     | Takao Wada Anders Olofsson             | Nissan R86V                         | Y     | 31    | Fuite d'huile         |
| Abd. | C      | 8   | Person’s Racing Team     | Takao Wada Anders Olofsson             | Nissan VG30ET 3,0 l V6 Turbo        | Y     | 31    | Fuite d'huile         |
| Abd. | C      | 23  | Hoshino Racing           | Kazuyoshi Hoshino Kenji Takahashi (de) | Nissan R87E                         | B     | 17    | Arbre de transmission |
| Abd. | C      | 23  | Hoshino Racing           | Kazuyoshi Hoshino Kenji Takahashi (de) | Nissan VEJ30 3,0 l V8 Turbo         | B     | 17    | Arbre de transmission |
| Abd. | A      | 9   | Katayama Racing          | Souichirou Tanaka Hiroaki Ishii        | Oscar SK85                          | D     | 15    | Retrait               |
| Abd. | A      | 9   | Katayama Racing          | Souichirou Tanaka Hiroaki Ishii        | Mazda                               | D     | 15    | Retrait               |
| Np.  | C      | 37  | Toyota Team TOM’s        | Geoff Lees Masanori Sekiya             | Toyota 87C                          | B     |       | Retrait               |
| Np.  | C      | 37  | Toyota Team TOM’s        | Geoff Lees Masanori Sekiya             | Toyota 3S-GTM 2,1 l I4 Turbo        | B     |       | Retrait               |

## Pole position et record du tour
- Pole position :  Hideki Okada /  Mike Thackwell (#27 FromA Racing) en 1 min 54 s 016
- Meilleur tour en course : ...

## À noter
- Longueur du circuit : 5,912 km
- Distance parcourue par les vainqueurs : 502,519 km